# 12870 Rolandmeier
12870 Rolandmeier este un asteroid din centura principală de asteroizi.

## Descriere
12870 Rolandmeier este un asteroid din centura principală de asteroizi. A fost descoperit pe 24 iunie 1998 la Stația Anderson Mesa în cadrul programului LONEOS. Asteroidul prezintă o orbită caracterizată de o semiaxă mare de 2,57 ua, o excentricitate de 0,18 și o înclinație de 7,2° în raport cu ecliptica.